# 玉克赛克·西加艾提
玉克赛克·西加艾提（1964年9月—），男，塔吉克族，新疆塔什库尔干塔吉克人，中华人民共和国政治人物。现任新疆艺术剧院歌剧团一级演员。第十三、十四届全国政协委员。